# Gorazd Hiti
Pour les articles homonymes, voir Gorazd et Hiti (homonymie).
Temple de la renommée slovène : 2007
Gorazd Hiti (né le 12 août 1948 à Kurja, village de Jesenice en République socialiste de Slovénie) est un joueur slovène de hockey sur glace devenu entraîneur. Il est le frère de Rudi Hiti.

## Biographie

### Carrière en club
Dès l'âge de quinze ans, il débute en senior avec le HK Kranjska Gora. Il rejoint son frère Rudi à l'HK Jesenice à 20 ans. En 1971, il signe chez le club rival du HK Olimpija où il joue cinq saisons. En 1977, il part dans la Serie A avec Bolzano. Il a également porté les couleurs des clubs italiens de Asiago et Renon. 

### Carrière internationale
Il a représenté l'équipe de Yougoslavie de hockey sur glace. Il a disputé 191 matchs avec cette équipe pour 94 buts. Il a participé à 14 championnats du monde ainsi qu'aux Jeux olympiques de 1972, 1976 et 1984.

### Carrière d'entraîneur
Il a entraîné des équipes de jeunes en Italie, les équipes de Slovénie junior et moins de 18 ans ainsi que le HK Bled de 1996 à 1999.

## Trophées et honneurs personnels
Championnat du monde
- 1974 : meilleur buteur du mondial B.